# Ljusäkthet

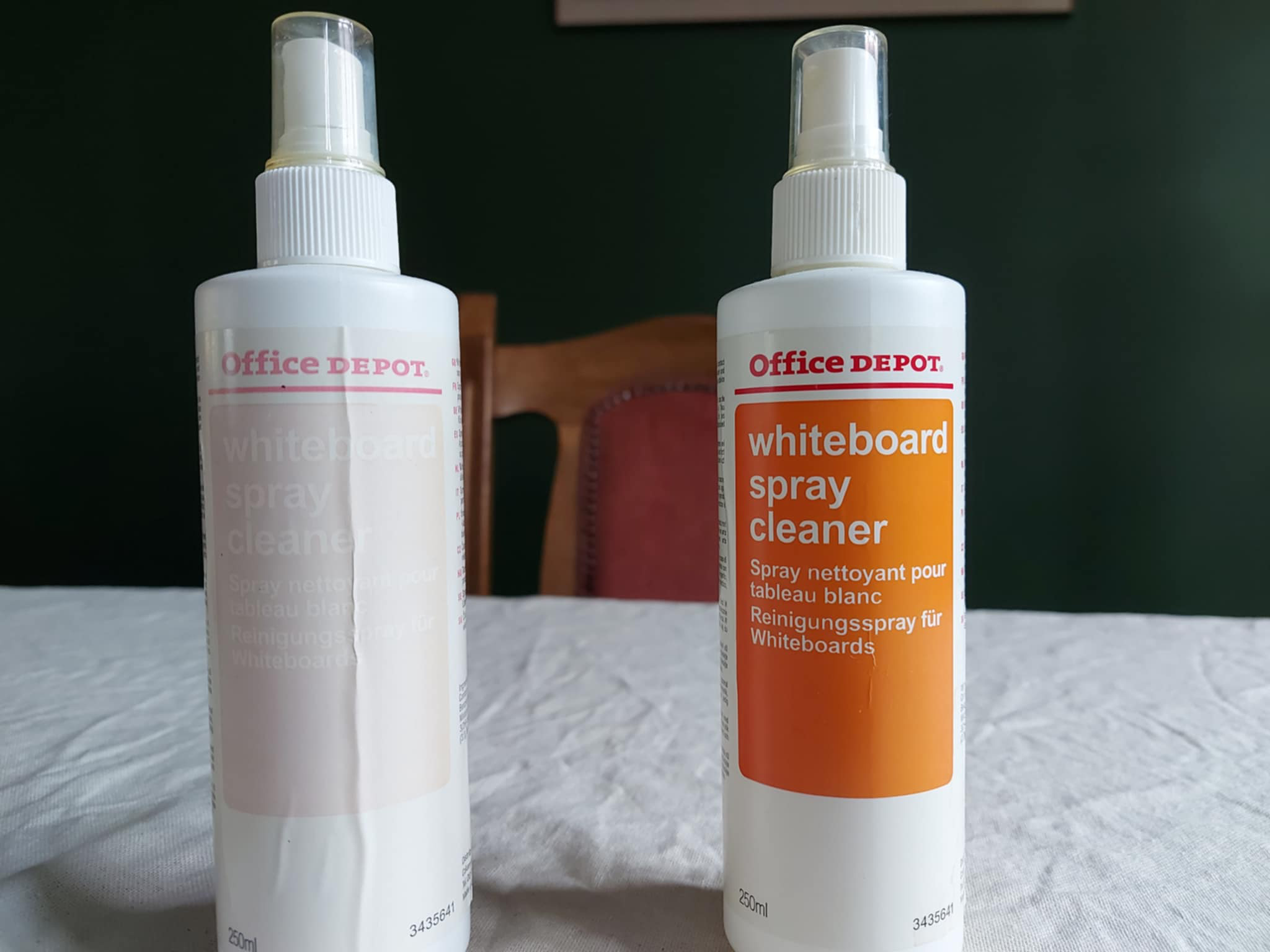
Två identiska flaskor inköpta vid samma tillfälle, där en sedan har stått i närheten av ett fönster i tio år och en i ett skåp.

Ljusäkthet, eller ljusbeständighet, anger ett materials förmåga att motstå synbarlig förändring vid långvarigt utsättande för ljus.
Ett färgämnes, pigments eller målarfärgs ljusäkthet bedöms utifrån hur mycket ljus det kan utsättas för innan det uppstår en synlig färgförändring.

## Tester och skalor

### Internationellt använda standardiserade tester
| Blue Wool Scale | ASTM | ASTM                     |
| --------------- | ---- | ------------------------ |
| 8               | I    | Excellent (Utmärkt)      |
| 7               | I    | Excellent (Utmärkt)      |
| 6               | II   | Very good (Mycket bra)   |
| 5               | III  | Fair (Måttlig)           |
| 4               | III  | Fair (Måttlig)           |
| 3               | IV   | Poor (Dålig)             |
| 2               | IV   | Poor (Dålig)             |
| 1               | V    | Very poor (Mycket dålig) |
| Källor:         |      |                          |

- ASTM
ASTM International publicerar sedan 1984 standardiserade tester av ljusäkthet hos pigment och annat material. Omdömena presenteras i skalan I–V, där I är utmärkt och III anses undermåligt för användning med kvalitetskrav, såsom för konstnärligt bruk.[1][3][2]

- Blue Wool Scale
En annan internationellt använd skala är Blue Wool Scale, graderad från 1 till 8, där 8 är högsta ljusäkthetsnivån.[3] Det började användas inom textilindustrin, kom sedan i bruk för bläckfärger och har fått ökad användning även för andra färgämnen och pigment.[2]

ASTM I motsvarar de två högsta Blue Wool Scale-nivåerna, 7 och 8. Se tabell här intill för en jämförelse mellan de två skalornas nivåer.

### Flera olika tester och skalor
Det förekommer ett antal ljusäkthetsskalor på marknaden och dessutom skalor där ljusäktheten bara är del i bedömningen av en färgs beständighet. En ljusäkthetsmärkning på en färgförpackning kan också avse ett test på motsvarande pigment utan att den färdigblandade färgen testats.

## Många faktorer påverkar en målarfärgs ljusäkthet
En målarfärgs ljusäkthet beror på flera olika faktorer, vilket gör att man inte direkt kan översätta ett pigments testresultat till alla olika målarfärger det används i. Dels påverkas egenskaperna av hur pigmentet framställts och rivits till den enskilda färgen, dels av de andra ingående ämnena i målarfärgen, såsom bindemedel. Akvarellfärg är extra känsligt för ljus, så ett bra testresultat utfört på ett pigment i olja eller akryl kan inte direkt överföras till samma pigment i akvarell. Ljusäktheten påverkas därutöver negativt av bland annat uppblandning med vit färg. Färger med samma pigment och samma angivna ljusäktshetsbetyg kan därmed visa sig ha olika ljusäkthet i praktiken.